# یرقی کک
یرقی کک (به لاتین: Yerği Kek) یک منطقه مسکونی در جمهوری آذربایجان است که در شهرستان قوبا واقع شده است. یرقی کک ۷۵ نفر جمعیت دارد.